# Графичар
Графичар, понекад и графички дизајнер, је уметник који ради у графичком дизајну и обично се бави компоновањем слика и текстова. Графички дизајнер ствара графику углавном за публикације већ за штампу или за електронске медије. Он је одговоран за типографију, илустрацију, веб-дизајн. Резултати његовог рада је брошура или рекламни материјали и циљ његовог рада је презентација информација приступно и естетски.
Графички дизајнери као и други уметници по некада стварају дело само на основу чисте инспирације за добар угођај или за забаву, али многи раде за клијенте који желе да пропагирају или публикују неку од тема, службу или продукт.